# Heimathaus Schöneiche

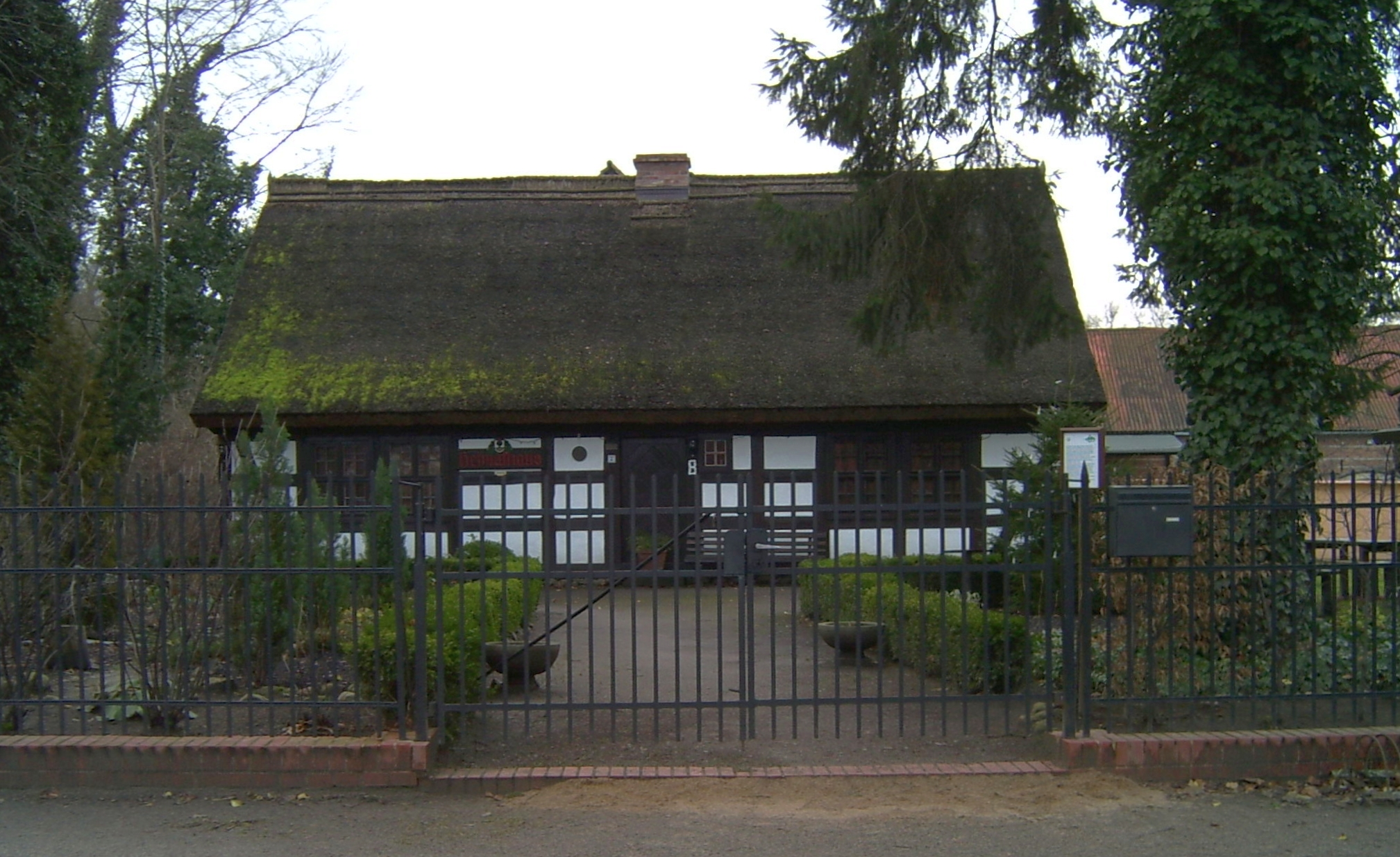
Das Heimathaus 2006

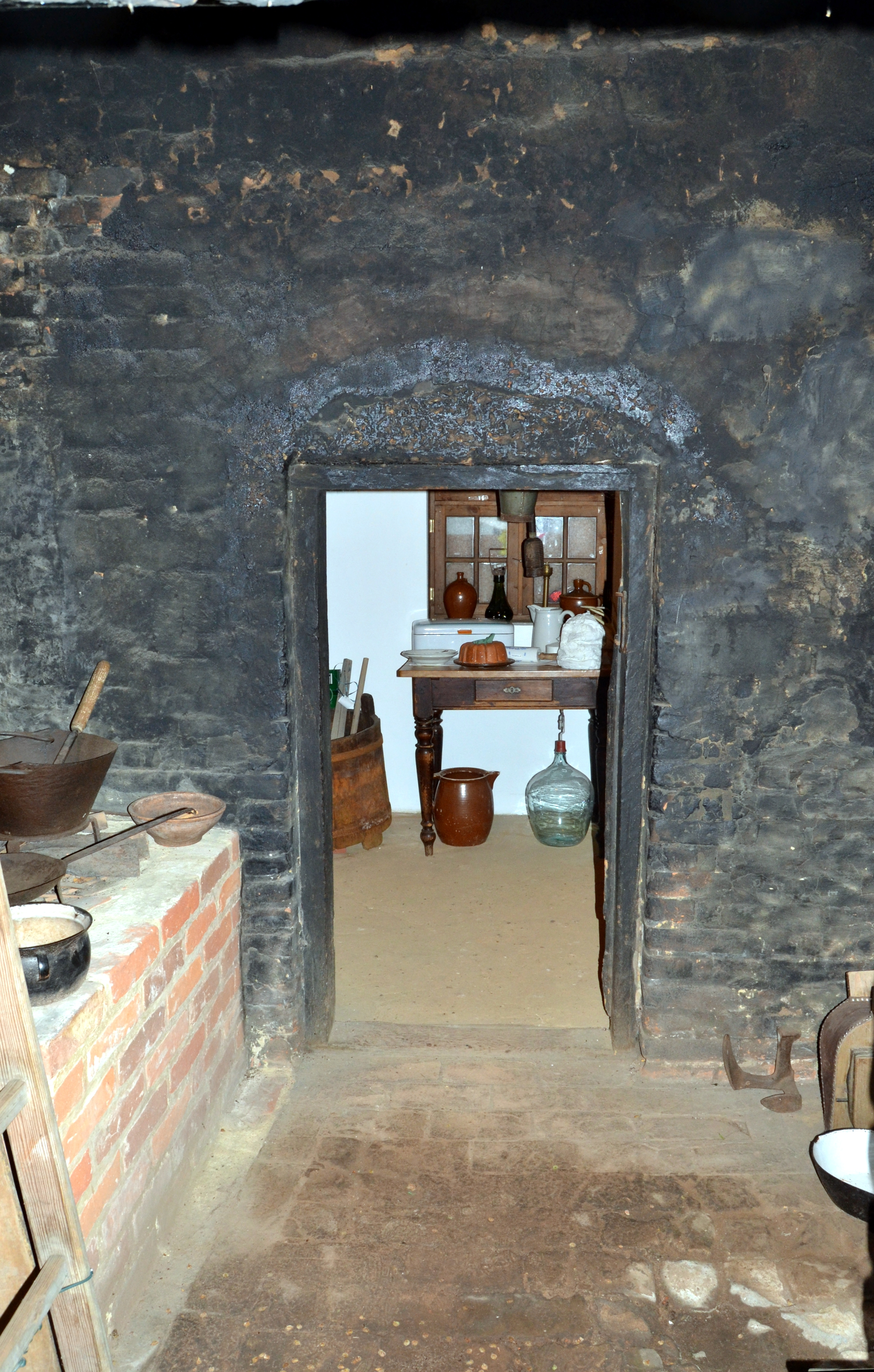
Blick in die Schwarze Küche.

Das Heimathaus Schöneiche ist ein Baudenkmal in Schöneiche bei Berlin und zugleich das älteste erhaltene Wohnhaus des Ortes.
Das Heimathaus Schöneiche befindet sich in Kleinschönebeck in der Dorfaue 8. Es ist das letzte erhaltene Haus der Art im gesamten Ort. Es handelt sich dabei um ein sogenanntes Doppelstubenhaus in Fachwerkbauweise. Errichtet wurde es um die Mitte des 18. Jahrhunderts, etwa um 1800 erfolgte der Umbau zum Doppelstubenhaus. Zwischen 1981 und 1984 wurde es durch und auf Initiative des Vereines Schöneicher Heimatfreunde rekonstruiert und restauriert. Das Haus verfügt über einen Mittelflur („Mittelern“), der das gesamte Gebäude durchquert, in der Mitte findet sich eine Herdstelle mit offenem Kamin, die sogenannte Schwarze Küche. Es ist eine der wenigen noch heute erhaltenen Küchen dieser Art. Im Haus befindet sich heute eine Dauerausstellung, gezeigt werden die Lebens- und Wohnumstände eines Vollbauern und seiner Familie um 1800 im östlichen Teil der Mark Brandenburg. Im Garten des Hauses werden alte Nutzpflanzen gezüchtet. Das Bauwerk gehört zum Denkmalschutzgebiet Dorfaue, dem historischen Ortskern des Ortsteils Klein-Schönbeck, steht aber auch darüber hinaus als Einzelobjekt auf der Denkmalliste des Landes Brandenburg.